# Soumana Sako
Soumana Sako est un homme d'État malien, né à Nyamina en 1950.

## Biographie

### Études
Il a, en outre, suivi des stages et séminaires de formation à la Fondation Ouest-Allemande pour le Développement International, au Gosplan de l’ex-Union Soviétique, à l’Institut de Développement Économique de la Banque Mondiale et au General Accounting Office du Congrès des États-Unis d’Amérique.

### Carrière politique
Ministre des Finances sous le régime de Moussa Traoré entre 1986 et 1987, Soumana Sako est nommé Premier ministre par Amadou Toumani Touré et dirige le gouvernement de transition entre la chute de Moussa Traoré et l’élection d’Alpha Oumar Konaré entre, 1991 et 1992. 
Candidat à l'élection présidentielle de 1997, il retire sa candidature comme d'autres responsables de l'opposition pour protester contre les fraudes.
Pour les élections présidentielles de 2002 et 2007, il soutient la candidature d'Amadou Toumani Touré.
Soumana Sako dirige la Convention nationale pour une Afrique solidaire. Le 18 décembre 2011, il est investi par ce nouveau parti candidat à l’élection présidentielle de 2013.